# Stewart Cink
Stewart Ernest Cink (født 21. marts 1973 i Huntsville, Alabama, USA) er en amerikansk golfspiller, der (pr. september 2010) står noteret for seks sejre på PGA Touren. Hans bedste resultat i en Major-turnering er hans sejr ved British Open i 2009. 
Cink har fire gange, i 2002, 2004, 2006 og 2008, repræsenteret det amerikanske hold ved Ryder Cuppen. Kun i 2008 var han på det vindende hold.